# Uvernet-Fours
Uvernet-Fours é uma comuna francesa na região administrativa da Provença-Alpes-Costa Azul, no departamento dos Alpes da Alta Provença. Estende-se por uma área de 135,44 km². Em 2010 a comuna tinha 601 habitantes (densidade: 4,4 hab./km²).